# Pan Fu

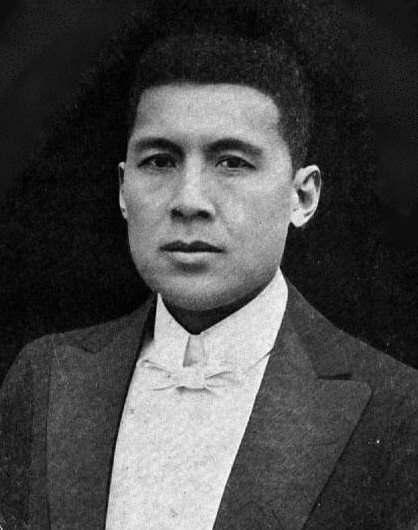
Pan Fu

Pan Fu (idioma chino: 潘復; pinyin: Pān Fù; 22 de noviembre de 1883 - 12 de septiembre de 1936) fue un político chino y Premier de la República de China entre 1927 y 1928, durante el gobierno de Beiyang.
Nació en Jining, provincia de Shandong. Durante la dinastía Qing aprobó el examen imperial en grado de maestro y obtuvo cargos administrativos locales. Tras la Revolución de Xinhai en 1911, regresó a su ciudad natal y se dedicó a administrar una empresa de alimentos. En 1912 es nombrado Ministro de Finanzas en el gobierno nacionalista de Nankín. Hacia 1916 es invitado para colaborar con el gobierno de Beiyang, y en diciembre de 1919 es nombrado Viceministro de Finanzas en el gobierno de Jin Yunpeng, repitiendo el mismo cargo en agosto de 1920 durante el segundo gabinete de Jin. En junio de 1921 ocupa el cargo de Ministro de Finanzas de forma interina pero renunció en diciembre del mismo año, mudándose a Tianjin.
En 1926 regresa al gobierno siendo Ministro de Finanzas en octubre de 1926 y Ministro de Comunicaciones en enero de 1927. En junio de 1927 es nombrado Premier por el presidente Zhang Zuolin. No obstante, con la Expedición al Norte y la decadencia del gobierno de Beiyang, provocó que Pan viajara con Zhang hacia Liaoning el 4 de junio de 1928, pero fueron víctimas del Incidente de Huanggutun, en donde el Ejército de Kwantung, una rama del Ejército Imperial Japonés, hizo estallar una bomba en el tren donde viajaban, matando a Zhang Zuolin e hiriendo a Pan.
Luego del asesinato, Zhang Xueliang, hijo de Zuolin, puso fin al gobierno de Beiyang y se estableció la reunificación china bajo el mandato del Kuomintang. Pan se mantuvo como consejero de alta jerarquía en el nuevo gobierno y posteriormente se retira nuevamente a Tianjin. Fallecería en Pekín en 1936.
| Predecesor: Wellington Koo | Primer ministro de la República de China 1927 - 1928 | Sucesor: Tan Yankai |

- Datos: Q701203
- Multimedia: Pan Fu / Q701203